# Był tu Willie Boy
Był tu Willie Boy (ang. Tell Them Willie Boy Is Here) – amerykański film fabularny z 1969 roku w reżyserii Abrahama Polonsky'ego.

## Fabuła
Akcja dzieje się w 1909 roku. Podczas wielkiej obławy na Dzikim Zachodzie, rozpoczyna się pościg pod dowództwem szeryfa Coopera, w celu schwytania Williego Boya, który w ramach samoobrony zabił ojca swojej dziewczyny. Tymczasem miasteczko przygotowuje się do przyjazdu prezydenta Stanów Zjednoczonych Williama Tafta.

## Obsada
- Robert Redford jako Christopher "Coop" Cooper
- Katharine Ross jako Lola
- Robert Blake jako Willie Boy
- Charles McGraw jako szeryf Frank Wilson
- Susan Clark jako dr Elizabeth Arnold
- Barry Sullivan jako Ray Calvert
- John Vernon jako George Hacker
- Charles Aidman jako sędzia Benby
- Shelly Novack jako Johny Finney
- Robert Lipton jako Charlie Newcombe
- Lloyd Gough jako Dexter
- Garry Walberg jako dr Mills

i inni

## Nagrody i nominacje
BAFTA 1970:
Wygrana w kategoriach:
- Najlepsza aktorka pierwszoplanowa dla Katharine Ross (także za rolę filmie Butch Cassidy i Sundance Kid)

- Najlepszy aktor pierwszoplanowy dla Roberta Redforda (także za role w filmach: Butch Cassidy i Sundance Kid oraz Szaleńczy zjazd)[3]